# Огюст Андре Тома Каур
Огюст Андре Томас Каур (фр. Auguste André Thomas Cahours; 2 жовтня 1813, Париж — 17 березня 1891, Париж) — французький вчений-хімік, чий внесок в органічну хімію є одним з найбільших в історії. Він, крім іншого, відкрив процеси синтезу хімічних молекул, включаючи толуен, ксилен, декілька органомагнієвих, а такожі похідні фосфіну та арсину.

## Біографія
З 1833 по 1835 роки Каур навчався в Політехнічній школі в Парижі. Після закінчення працював асистентом. Він вирішив займатися хімією, проте, залишив свою посаду, щоб працювати разом з Еженом Шеврелєм. Починаючи з 1836 року Каур працює в лабораторії Шевреля, а також у Національному музеї природознавства Парижа. У 1845 році він здобув ступінь доктора наук і став професором хімії в Політехнічній школі та Центральній школі мистецтва і виробництва.
Каур став директором Паризького монетного двору в 1853 році, замінивши Огюста Лорана. У 1868 році він став членом Французької академії наук за хімічною секцією.
Але не все було успішним у його житті. Між 1866 і 1871 роками він втратив брата, дружину і двох дітей, яким було трохи більш як двадцять років. Хоча ці втрати дуже торкнулися його, він не відмовився від своїх досліджень, які потім носили більш фрагментарний і епізодичний характер. Другий шлюб, в кінці життя, приніс трохи спокою до його останніх років.

## Наукова діяльність
Каур відкрив толуен в 1834 році, ідентифікувавши його серед продуктів сухої перегонки бензойної деревини. Він також відкрив анісову кислоту, анізол і спиртові полісульфіди. Він дослідив етерифікацію фенолів і вивчив чотиривалентну сірку. Нарешті, він отримав хлориди кислот за допомогою пентахлорид фосфору, відкривши шлях для подальшого відкриття Шарлю Фредеріку Жерару ангідридів карбонових кислот.
У 1839—1840 роках Каур присвятив себе вивченню картопляної олії, речовини, подібної за складом до етилового спирту, який був відкритий Шеєле і проаналізований Дюма. Каур припустив, що він може вести себе як справжній алкоголь, оскільки він ізоморфний етиловому спирту. З літра речовини вдалося отримати велику кількість похідних, які були дуже схожі на відповідні похідні етилового спирту. У цій роботі був використано метод, зазначений Дюма, та дослідження Ежена Пеліго про метиловий спирт (1839). Потім він використовує дослідження Анрі Віктора Реньо і Фаустіно Малагуті про дію хлору на ефіри для вивчення галогеноалканів, які утворюються шляхом заміщення хлором гідрогену.
У 1844 році Каур вивчав масло Гаультерії лежачої, яке, на його думку, мало той же склад і властивості, що і метилсаліцилат. За допомогою синтезу він довів, що воно було тією ж речовиною.